# オオウラギンヒョウモン
オオウラギンヒョウモン（大裏銀豹紋  Fabriciana nerippe）は、チョウ目（鱗翅目）タテハチョウ科ドクチョウ亜科ヒョウモンチョウ族に属するチョウの一種。

## 分布
国内では本州・四国・九州の一部の山地草原に分布していた。ただし多くの地域では絶滅し、現在は九州の一部と山口県にしか残っていない。
国外では極東ロシア、中国大陸、朝鮮半島の温帯域に分布する。

## 特徴
日本のヒョウモンチョウ類では最も大きくなる。
近縁種ウラギンヒョウモンに似ている。和名の通り雄は大きく、雌は前翅表の先端に白紋が現れる。
シバのような背丈の低い草本が優占する、人に管理された草原などで見られるが、夏期はススキが生えるところで夏眠する。
飛び方は勇壮で俊敏だが、花によくとまる。
食草はスミレ科のスミレ・ツボスミレ。食草ではなく付近の何かに産みつける。越冬態は幼虫。

## 保全状況評価
絶滅危惧IA類 (CR)（環境省レッドリスト）
高度経済成長以前は普通種であったが、現在は日本のチョウ類で最も絶滅の危機に瀕している。
生息地の草原が人の手で管理されなくなり遷移した、開発された、植林された、農薬の使用、過放牧などの理由により、急速に衰退している。
また、蝶趣味者の間で人気の高い種であり、乱獲が心配される。
保全には本種のいる草原を維持することが求められる。